# John Saul
Johan Saul (nacido el 25 de febrero de 1942) es un escritor estadounidense de suspenso y horror. Muchos de sus libros han aparecido en las Listas de Best Seller del New York Times.

## Biografía
Johan Saul nació en Pasadena, California, y creció en Whittier, ciudad del mismo estado, en donde se graduó de la Whittier High School en 1959. Estudió en distintas universidades, principalmente Antropología, Artes Liberales y Teatro, pero nunca obtuvo un título. Después de dejar los estudios, Saul decidió convertirse en escritor.
Antes de convertirse en un exitoso escritor de suspenso, Saul publicó alrededor de diez libros bajo distintos seudónimos. En el año 1976, Dell Publishing se contactó con él y le pidió escribir un thriller psicológico el que más tarde se convertiría en Dejad a los Niños, y que apareció en la mayoría de las listas de best sellers en Estados Unidos. 
Actualmente, John Saul pasa la mitad de su tiempo en Seattle y las islas San Juan. Saul es abiertamente gay, y vive con su pareja de 32 años, el cual ha colaborado en muchas de su novelas.

## Trabajos

### Novelas
| Año  | Título                      |
| ---- | --------------------------- |
| 1977 | Dejad a Los Niños           |
| 1978 | El Despertar de los Lobos   |
| 1979 | Llanto por Desconocidos     |
| 1980 | Ciega Como la Furia         |
| 1981 | Cuando Sopla El Viento      |
| 1982 | Proyecto Diabólico          |
| 1984 | Nathaniel                   |
| 1985 | Hijo de la Mente            |
| 1986 | Hellfire                    |
| 1987 | La Indeseable               |
| 1988 | El Estigma                  |
| 1989 | La Criatura                 |
| 1990 | La Segunda Hija             |
| 1991 | Sonámbulos                  |
| 1991 | Tinieblas                   |
| 1992 | Sombras                     |
| 1993 | Alertas                     |
| 1994 | Abejas                      |
| 1995 | Black Lightning             |
| 1997 | Blackstone Chronicles       |
| 1998 | La Presencia                |
| 1999 | The Right Hand of Evil      |
| 2000 | Nightshade                  |
| 2001 | Cacería en Manhattan        |
| 2002 | Voces de Medianoche         |
| 2003 | Black Creek Crossing        |
| 2005 | Perfect Nightmare           |
| 2006 | En la Oscuridad de la Noche |
| 2007 | El Laberinto del Diablo     |
| 2008 | Caras de Miedo              |
| 2009 | House of Reckoning          |